# Міжнародна спілка орнітологів
Міжнародна спілка орнітологів, раніше знана як Міжнародний орнітологічний комітет, — це група у складі близько 200 міжнародно визнаних орнітологів, яка відповідає за проведення Міжнародних орнітологічних конгресів та інші міжнародні орнітологічні заходи, що проводяться його постійними комісіями.

## Міжнародний орнітологічний конгрес
Серія Міжнародних орнітологічних конгресів утворює найстарішу та найбільшу міжнародну серію зустрічей орнітологів. Міжнародний орнітологічний конгрес організовує Міжнародна спілка орнітологів. Перше засідання було в 1884 році; подальші засідання були нерегулярними до 1926 р., після чого засідання проводились кожні чотири роки, за винятком двох пропущених засідань під час і безпосередньо після Другої світової війни.

### Засідання
- 1891: Будапешт, Угорщина
- 1900: Париж, Франція
- 1905: Лондон, Велика Британія
- 1910: Берлін, Німеччина
- 1926: Копенгаген, Данія
- 1930: Амстердам, Нідерланди
- 1934: Оксфорд, Велика Британія
- 1938: Руан, Франція
- 1950: Упсала, Швеція
- 1954: Базель, Швейцарія
- 1958: Гельсінкі, Фінляндія
- 1962: Ітака (Нью-Йорк), Сполучені Штати
- 1966: Оксфорд, Велика Британія
- 1970: Гаага, Нідерланди
- 1974: Канберра, Австралія
- 1978: Берлін, Німеччина
- 1982: Москва, Радянський Союз
- 1986: Оттава, Канада
- 1990: Крайстчерч, Нова Зеландія
- 1994: Відень, Австрія
- 1998: Дурбан, Південна Африка
- 2002: Пекін, КНР
- 2006: Гамбург, Німеччина
- 2010: Кампос-ду-Жордао, Бразилія
- 2014: Токіо, Японія
- 2018: Ванкувер, Канада